# (274300) UNESCO
(274300) UNESCO es un asteroide perteneciente al cinturón de asteroides, descubierto el 25 de agosto de 2008 por el equipo del Observatorio Astronómico de Andrushivka, situado en el óblast de Zhitómir, en Ucrania.

## Designación y nombre
Designado provisionalmente como UNESCO, en homenaje a la "Organización de las Naciones Unidas para la Educación, la Ciencia y la Cultura" (UNESCO),  organismo especializado de las Naciones Unidas cuyo propósito es contribuir a la paz y la seguridad promoviendo la colaboración internacional para promover el respeto universal de la justicia, el estado de derecho y los derechos humanos.

## Características orbitales
UNESCO está situado a una distancia media del Sol de 2,433 ua, pudiendo alejarse hasta 2,778 ua y acercarse hasta 2,088 ua. Su excentricidad es 0,141 y la inclinación orbital 3,698 grados. Emplea 1386,86 días en completar una órbita alrededor del Sol.
El próximo acercamiento a la órbita terrestre se producirá el 27 de agosto de 2097.

## Características físicas
La magnitud absoluta de UNESCO es 17.